# Franco Fortunato
Franco Fortunato (Roma, 6 dicembre 1946) è un pittore e incisore italiano.

## Biografia
Dopo gli studi scientifici, si forma da autodidatta, studiando la pittura tre-quattrocentesca e del novecento. Il contestuale interesse per la letteratura lo spinge a creare dipinti in cui raffigura vagabondi, città turrite e altri soggetti della tradizione medievale sospesi nel vuoto e in atmosfere surrealiste, in omaggio al Sassetta, Ambrogio Lorenzetti, Piero della Francesca, ma anche De Chirico, Magritte ed a Le città invisibili di Calvino. Dal terzo millennio si dedica a cicli pittorici ispirati a opere letterarie, come Il piccolo principe e Moby Dick.
Ha realizzato varie pitture murali su edifici pubblici e privati. Fra queste alcuni murales ad Orgosolo, Cervara di Roma ed il ciclo Via Matris Gloriosae nella chiesa di Santa Maria Maggiore di Caramanico Terme.
Riceve il Premio Santa Caterina d'Oro per l'Arte Contemporanea, edizione 2010.
Nel 2010 realizza il Drappellone del Palio di Siena di Agosto, vinto dalla Contrada della Tartuca..
Nel 2011 dipinge il "Pallio della Carriera" per Carpineto Romano.
Nel 2012 realizza in Carpineto Romano il monumento dedicato al 150º anniversario dell'Unità d'Italia, scultura in travertino bianco integrata con mosaici.
Nella seconda metà del 2012 si dedica alla realizzazione dei dipinti per le scene de Il Corsaro di Giuseppe Verdi, messo in scena al Teatro Verdi di Trieste nel Gennaio 2013, anno del bicentenario verdiano, sotto la guida del Maestro Gianluigi Gelmetti.
Dal 2014 inizia lo studio per la realizzazione di una serie di opere incentrate sulla storia della caracca Gemma Querina, imbarcazione capitanata dal nobile veneziano Pietro Querini, naufragata nel 1431 il cui equipaggio trovò salvezza e ospitalità approdando fortunosamente sulle rive di una delle isole Lofoten, in Norvegia. 
Nel 2016 il ciclo sulla "Storia della Querina" viene esposto in una grande mostra al Palazzo della Cancelleria di Roma, accompagnato dal cortometraggio “La Storia della Querina”, con la regia di Valentina Grossi, creato a partire dalle opere stesse dell'artista, acquisito nel 2017 da Rai Storia.
Sempre nel 2017 l’esposizione “la Storia della Querina” viene ospitata al Palazzo Ferro Fini di Venezia, sede del Consiglio Regionale Veneto, mentre nel 2018 viene presentata al Lazzaretto di Ancona.